# جنجال (فیلم ۲۰۰۴)
جنجال (به هندی: Hulchul) فیلمی محصول سال ۲۰۰۴ و به کارگردانی پریادارشان است. در این فیلم بازیگرانی همچون آکشای کانا، کارینا کاپور، لاکشمی، آمریش پوری، پارش راوال، سونیل شتی، جکی شروف، ارباز خان، آرشاد وارسی، فرح، آخیلندرا میشرا، شاکتی کاپور، مومیث خان ایفای نقش کرده‌اند.